# سد ریباراجا
سد ریباراجا (به اسپانیایی: Embalse de Ribarroja) یک مخزن سد در اسپانیا است که در ریبا-رخا د ابره واقع شده‌است.